# Letteratura in occidental
La letteratura in occidental comprende in senso lato il corpus di opere di narrativa e saggistica create o tradotte in interlingue, una lingua artificiale creata da Edgar de Wahl. Sebbene sia composta in gran parte da racconti originali e traduzioni pubblicate sulla rivista centrale della lingua, Cosmoglotta, esistono anche romanzi e antologie di poesie, in particolare quelle di autori come Vicente Costalago, Jan Amos Kajš e Jaroslav Podobský.

## Storia

### Contesto
L'interlingue, nota anche come occidental, è una lingua ausiliaria internazionale creata nel 1922 dall'insegnante estone Edgar de Wahl. Ha un vocabolario prevalentemente europeo occidentale, basato in gran parte sulle lingue romanze, con una forte influenza dall'inglese. Creata nel 1922, fu pubblicata per la prima volta sulla rivista Kosmoglott (in seguito Cosmoglotta), dove si creò un seguito. A causa della mancanza di grammatiche pubblicate e di standardizzazione, le prime opere nella lingua utilizzavano un'ortografia e strutture grammaticali non standard.

### Pubblicazioni

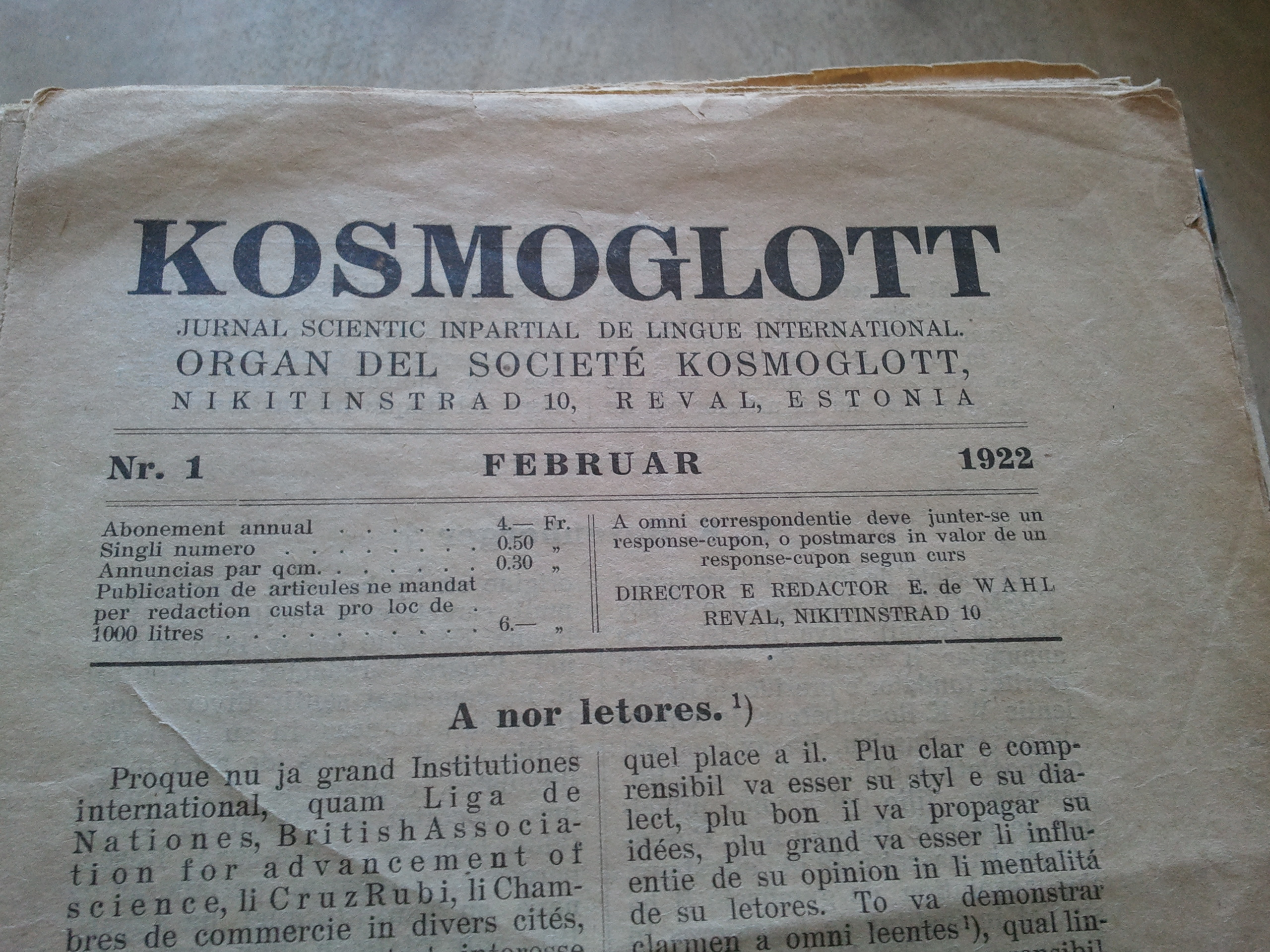
Prima edizione di Kosmoglott (1925).

La prima pubblicazione nota in Interlingue è il libro Transcendent algebra, ideografie matematical, experiment de un lingue filosofic del linguista estone Jakob Linzbach, una proposta per una pasigrafia. Questo è stato tradotto in Interlingue da de Wahl su richiesta di Linzbach. Questo è stato pubblicato prima che de Wahl formalizzasse la lingua in Kosmoglott, mentre la lingua era ancora in fase di sviluppo, come una proto-lingua chiamata "Auli".
La prima opera di letteratura interlingue come arte è stata di Kaarle Julius Saarinen: una traduzione della poesia "Inno" ("Hymne") del giornalista e scrittore finlandese Kaarlo Hammar, apparsa nell'edizione del 1925 di Kosmoglotta. Diverse altre traduzioni di letteratura straniera furono pubblicate da A. Toman in quel periodo, come le poesie Wanderer's Nightsong di Goethe nel supplemento del 1926 a Kosmoglott e una traduzione di "Nationalism in the West" di Rabindranath Tagore.
In Supplement al Cosmoglotta 7 (1927), fu presentata una traduzione di un'opera del poeta persiano Saadi Shirazi, insieme a un'opera di Hermann Keyserling nell'edizione successiva del 1927.

Una serie di traduzioni furono pubblicate negli anni '30, tra cui Dov'è casa mia? di Konstantin Balmont, Manuel Menendez di Edmondo De Amicis e Una discesa nel Maelström di Edgar Allan Poe. Inoltre, furono pubblicate diverse opere originali, come un'antologia di poesie, Li Astres del Verne (I pianeti della primavera), di Podobský, Krasina, raconta del subterrania del Moravian carst di Kajš e diverse opere di A. E. Cortinas e P. Dimitriev. Una raccolta di racconti, Historiettes in Occidental, fu pubblicata nel 1930 da Ric Berger.

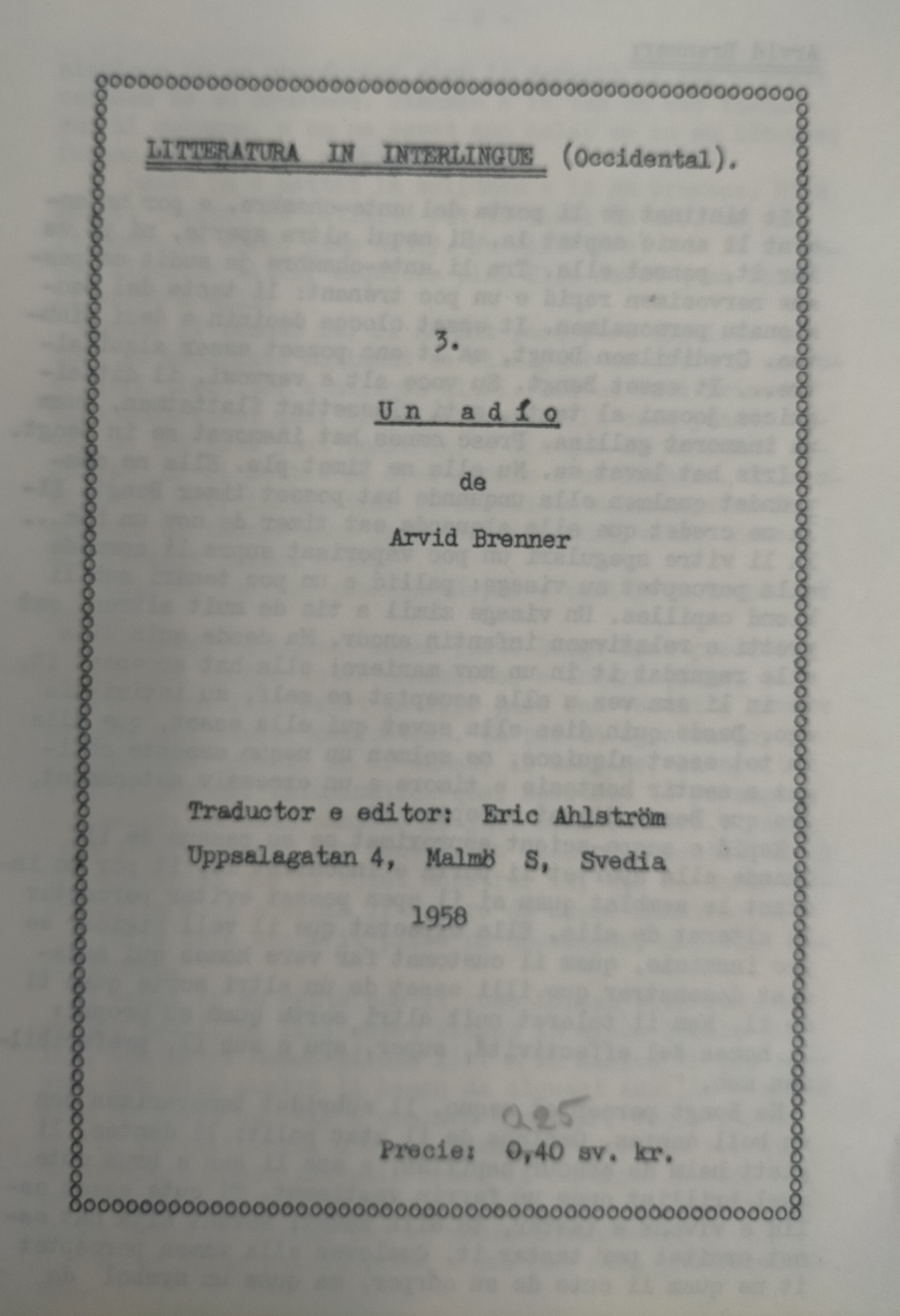
Un Adío (Un arrivederci), di Arvid Brenner, tradotto nel 1958 da Eric Ahlström.

Nel 1951, con la creazione di Interlingua, molti occidentalisti, tra cui Berger, una delle figure più importanti del movimento Interlingue, iniziarono a sostenere questa nuova lingua IALA. Ciò portò a una grande destabilizzazione del movimento e, mentre Cosmoglotta continuò a essere pubblicata, lo fece con frequenza decrescente, cessando le pubblicazioni nel 1985. Secondo l'autore esperantista Don Harlow, l'editore di Cosmoglotta in questo periodo, Adrian Pilgrim affermò che Interlingue poteva essere descritta come una "lingua morta". 
Tuttavia, le pubblicazioni di nuova letteratura in Interlingue continuarono per tutti gli anni '50 e i primi anni '60, con traduzioni tra cui "Una madre parla" del ceco Jiří Marek nel 1954, "Il discorso ai padroni di Lebak" di Multatuli e "Camicia da sposa" di Karel Jaromír Erben, tradotto da Josef Křesina.
Altri libri tradotti includevano Un Adío (Un addio) di Arvid Brenner e A Desertor di Bo Bergman di Eric Ahlström nel 1958. Nel 1964, Francis R. Pope pubblicò Poemas (Poesie), un'antologia composta da poesie tradotte dal tedesco, dal francese e dall'inglese.
La rinascita dell'interlingue iniziò nel 1999 con la creazione di un gruppo Yahoo! per la lingua, dopo un decennio di decadimento negli anni '80 e '90. Nei primi anni 2000 è stata creata la Wikipedia in Interlingue, che nel 2020 contava oltre 5000 articoli.
Dal 2000 sono stati pubblicati molti testi originali di Interlingue e traduzioni, la prima delle quali è stata La Certosa di Parma (Li Cartusie de Parma) da Stendhal, tradotta da Robert Winter nel 2011. Nel 2012, Thomas Schmidt ha pubblicato Li Munde de Sandra in una rivista online, Posta Mundi, che contiene materiale pubblicato in lingue artificiale. Seguì una traduzione di Il piccolo principe nel 2014 e un'altra di Li Romance de Photogen e Nycteris nel 2019.
Tra il 2021 e il 2023 Vicente Costalago pubblicò diversi testi originali e tradotti su Interlingue. Tra i primi ci sono Li sercha in li castelle Dewahl e altri racontas, Li tresor de Fluvglant, Subuqti e Verses escapat de mi mente. Tra questi ultimi troviamo Antologie hispan, Fabules, racontas e mites e Antologie de poesie europan.
Un'altra scrittrice importante è Dorlota Burdon, che ha pubblicato diversi racconti originali sulla rivista Posta Mundi. Ha anche tradotto Il lunatico, di Khalil Gibran.